# Gap Connah's Quay FC
Gap Connah's Quay FC este un club de fotbal din Flintshire, Țara Galilor.

## Cele mai mari victorii și înfrângeri
- Cea mai mare victorie: 10-0 împotriva echipei Cemaes Bay în 1998.
- Cea mai mare înfrângere: 0-8 cu Bangor City în 1995.